# Arabis kokanika
Espèce
Arabis kokanika est une espèce de plante de la famille des Brassicaceae, originaire d’Asie centrale et de Chine.